# Rockenbrunn

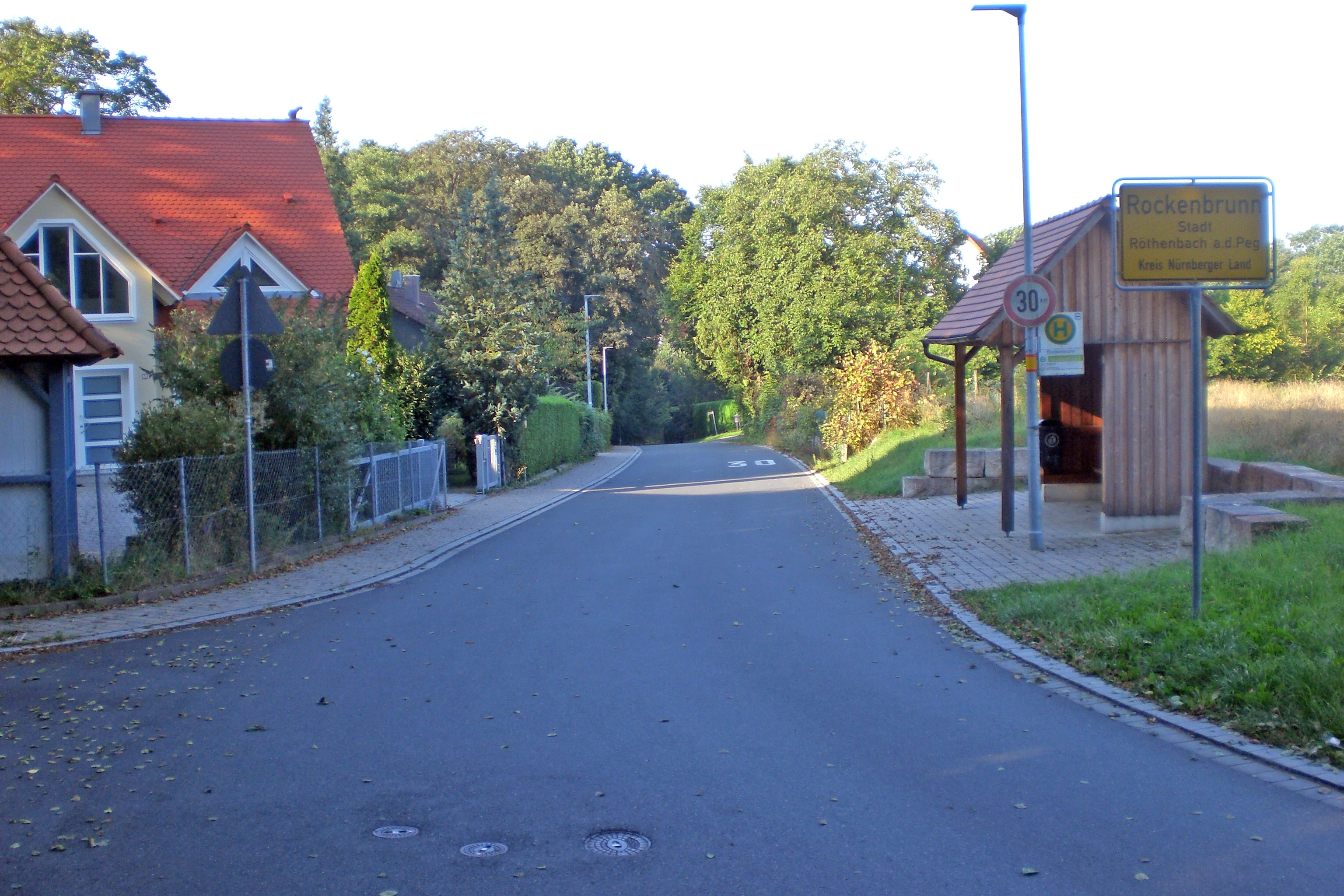
Ortseingang (2024)

Rockenbrunn ist ein Gemeindeteil der Stadt Röthenbach an der Pegnitz im Landkreis Nürnberger Land (Mittelfranken, Bayern). Rockenbrunn liegt in der Gemarkung Haimendorf.

## Lage
Der Weiler Rockenbrunn hat acht Häuser, das Schlösschen trägt seit der napoleonischen Herrschaft die Anschrift Rockenbrunn 1. Eine Gemeindeverbindungsstraße führt nach Haimendorf (0,6 km nördlich) bzw. nach Diepersdorf zur Staatsstraße 2240 (0,6 km südwestlich).

## Architektur

Rockenbrunn Innenhof, Quelle

Der Kern des wenige Häuser zählenden Weilers Rockenbrunn in einem tief eingeschnittenen Sandsteintal am Fuß des Moritzbergs mit altem Eichenbestand, ist das zum Fürer’schen Schloss in Haimendorf gehörende sogenannte Jagdschlösschen mit seinem Brunnenhof. Es ist – wie das Schloss Haimendorf und die St.-Mauritius-Kapelle auf dem Moritzberg – heute noch Fürer’scher Familienbesitz (Wappen mit Rad und Lilie über der Eingangstür der Gastwirtschaft im Innenhof). Das in seiner Art einzigartige Ensemble umschließt einen rechteckigen Brunnenhof. Die Ost- und die Südwand bestehen aus Sandstein, die West- und Nordseite ist ein zweistöckiges Sandstein-Fachwerk-Gebäude. Im Innenhof befindet sich eine Quellfassung mit barocker Sandsteinbalustrade.
Die Ostwand des Hofes besteht aus drei Arkaden (Bezug zu dem in den Dichtungen (Bukolische Dichtung) des Pegnesischen Blumenordens als Vorbild verwendeten Arkadien Vergils) in Sandsteinmauerwerk, zwei davon enthalten die Eingänge zu mittelalterlichen Kühlkellern, in denen wahrscheinlich früher das Eis der umliegenden Weiher aufbewahrt wurde, die dritte Arkade enthält die Rockenquelle, deren Wasser durch eine Rinne dem barocken Brunnenbecken zugeleitet wird. Wahrscheinlich war diese Quelle mit ihren Arkaden ein Hauptschauplatz der Schäferspiele des Pegnesischen Blumenordens. An der Ostwand eingemeißelte Jahreszahlen, über der linken Arkade 1543 bzw. 1643, links oben in der Südwand eine Bauinschriftentafel mit den Wappen der Tucher und Fürer von Haimendorf, datiert auf 1653, zwischen der zweiten und dritten Arkade 1736 und in der Nordwand des zweiflügeligen, den Hof abschließenden Fachwerkbaus 1718 lassen die Chronologie der Erbauung abschätzen. Der auf dem Stich von Annert oben rechts zu sehende Arkadenpavillon ist nicht mehr vorhanden.
Der Westflügel (parallel zur Straße) ist in Sandstein (Erdgeschoss) und Fachwerk (Obergeschoss) ausgeführt und beherbergt im Erdgeschoss die Küche, die Gasträume und den ehemaligen Stall, im Obergeschoss die ehemals herrschaftlichen Wohnräume sowie eine kleine Halle. Der Nordflügel mit der wuchtigen, doppelflügeligen Eingangstür (ebenfalls Sandstein/Fachwerk) enthält im Erdgeschoss einige Wirtschaftsräume und im Obergeschoss die ehemaligen Dienstbotenräume. Die ganze Anlage wurde im Jahr 1990 restauriert und befindet sich weitgehend im Originalzustand. Die Räumlichkeiten in den Obergeschossen sind privat und können nicht besichtigt werden. Die verwendeten Sandsteine wurden im gegenüberliegenden alten Steinbruch gebrochen, der wohl auch Steine für die Nürnberger Stadtbefestigung geliefert haben dürfte.

## Geschichte
Die wesentlichen Bauherrn Rockenbrunns dürften wohl Susanne Fürer von Haimendorf (Inschrift 1643?), Gattin von Georg Philipp Harsdörffer, Johann Mauritius Fürer von Haimendorf (1653) und Christoph Fürer von Haimendorf (Präses Lilidor I des Pegnesischen Blumenordens, Inschrift 1718?) gewesen sein. Möglicherweise war die Anlage vor Erbauung der trutzigen Fachwerkgebäude eine auf zwei bis drei Seiten offene Freilichtbühne, ähnlich wie die Sophienquelle bei Schloss Grünsberg. Darauf deutet der Kupferstich Pomona oder die Früchte der Einsamkeit vom Beginn des 18. Jahrhunderts hin. Er zeigt unten links den Ansatz einer einst vorhandenen vierten Arkade. Vielleicht wurden Vorgängerbauwerke wie das nahe gelegene Schloss Haimendorf und das Kloster Engelthal im Zweiten Markgrafenkrieg niedergebrannt oder im Dreißigjährigen Krieg von den Landsknechten Wallensteins oder den schwedischen Truppen zerstört. Insbesondere die Auseinandersetzungen im Zweiten Markgrafenkrieg dürften Haimendorf und Rockenbrunn besonders betroffen haben, da die ehemalige Exklave Schönberg des Markgraftums Brandenburg-Ansbach in unmittelbarer Nachbarschaft lag. Urkundliche Nachweise dafür lassen sich bisher nicht erbringen. Der Fürerstein, der in ca. einer Wegstunde Abstand zu Fuß in Richtung Nürnberg im Wald steht, weist mit der Datierung „1567“ auf die Ermordung eines Fürers an dieser Stelle hin; der Mord wurde bis heute nicht geklärt. Das Reitpferd soll allerdings der Überlieferung nach mit dem mitgeführten Geld in den Satteltaschen den heimatlichen Stall auf Schloss Haimendorf erreicht haben.
Mit dem Gemeindeedikt (frühes 19. Jahrhundert) wurde Rockenbrunn dem Steuerdistrikt Diepersdorf und der Ruralgemeinde Haimendorf, zugeordnet. Im Zuge der Gebietsreform in Bayern wurde Rockenbrunn am 1. Juli 1972 nach Röthenbach eingemeindet.

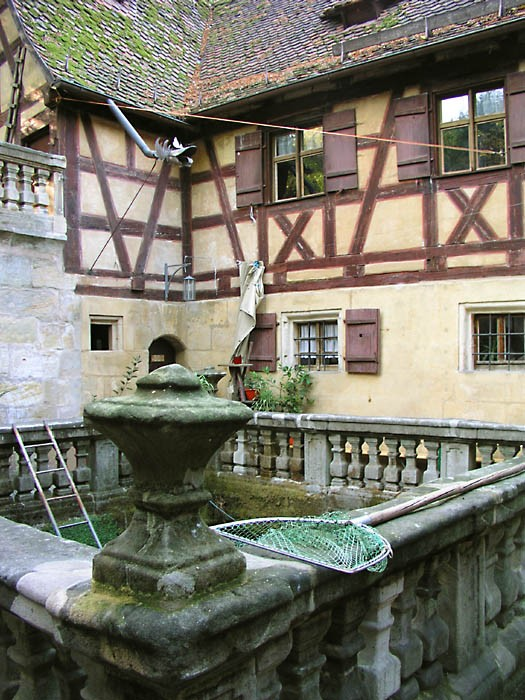
Brunnen, Balustrade
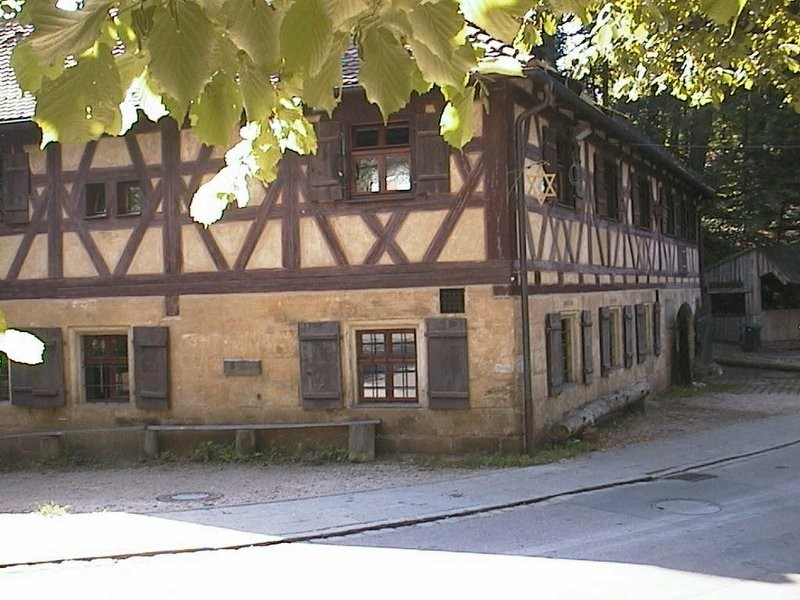
Nord- und Westflügel, Brauerstern
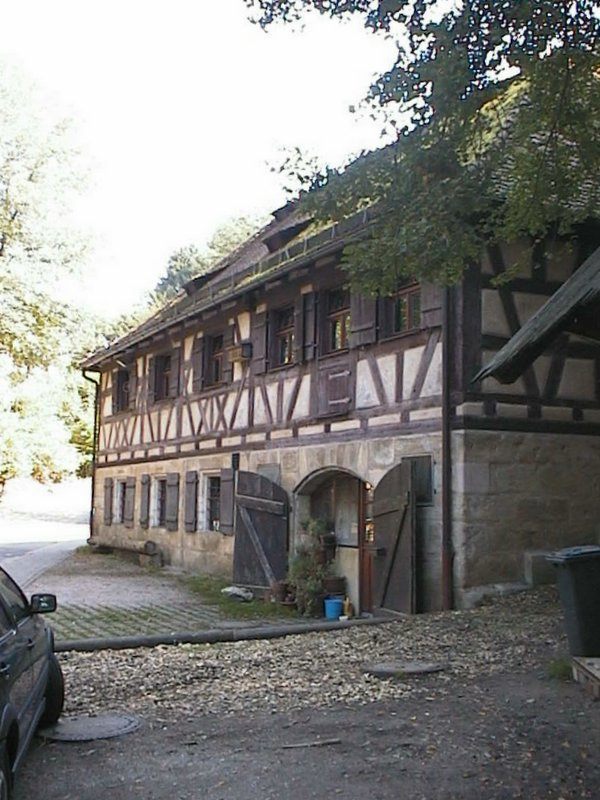
Rockenbrunn, Westflügel
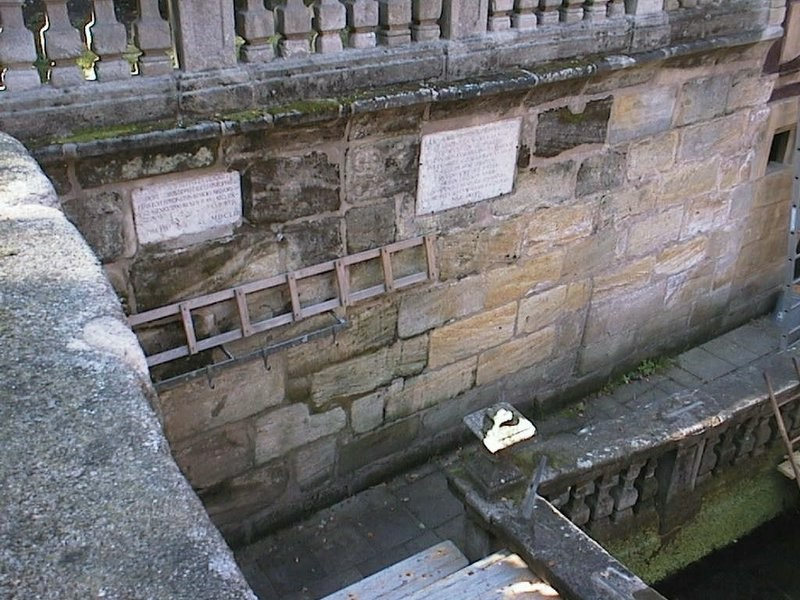
Bauinschrift, Gedicht Tafeln Rockenbrunn Innenhof
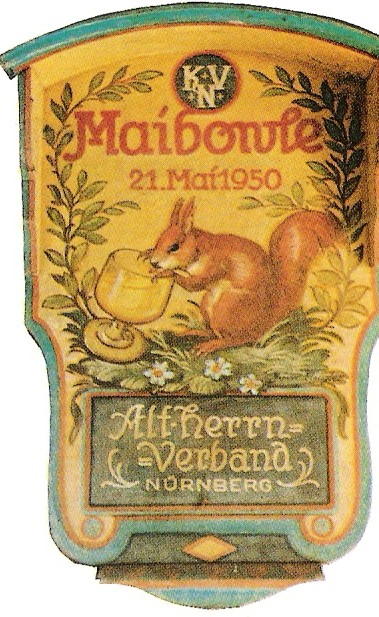
Maibowlenschild ('Marterl') handgemalt
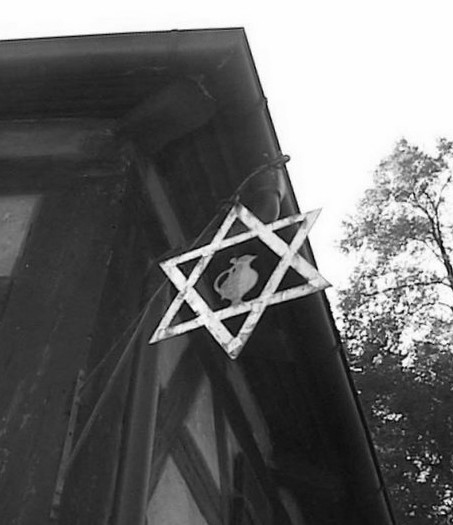
Brauerstern, Hexagramm
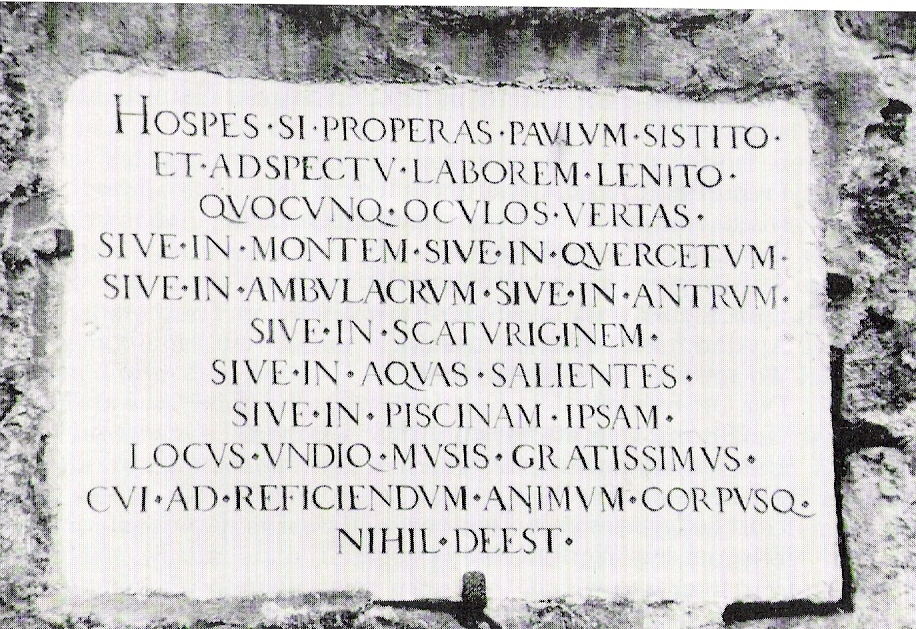
Rockenbrunn, Gedichttafel

## Philosophie
Das Anwesen erzeugt durch seinen „trutzigen“ und in sich abgeschlossenen Charakter den Eindruck einer Wehranlage. Da der Innenhof aber durch einen dahinterliegenden Hügel überhöht wird und insgesamt vier Türen nach außen führen, dürfte es sich nicht wirklich um eine Verteidigungsanlage gehandelt haben. Allerdings gibt es der Überlieferung nach im linken Keller einen mehr als 20 Meter langen Fluchttunnel in den Sandsteincanyon, der allerdings heute vermauert ist. Besondere Rätsel geben in den Boden unter der rechten Arkade eingearbeitete Wasserbassins auf – vielleicht handelte sich dabei um eine Art Taufanlage, die man möglicherweise im Zusammenhang mit dem Pegnesischen Blumenorden und seinen Ritualen sehen kann. Die Bassins sind nicht sichtbar und mit Brettern abgedeckt.
Die Inschriftentafel in der Südwand trägt die lateinische Fassung des Gedichts:
„Eilender Fremdling halt ein! Der Anblick lindert die Pein! Wohin die Blicke du wendest:  Bergwärts und in der Grotte Gang, zum Eichenhain und den Pfad entlang, zu der Quelle Grund und des Springquells Rund bis zum Karpfenteich – Dies ist der Musen Reich! Hier wird gelabt an Leib und Seel, Hier fehlts an nichts!“ (Übersetzung nach Recknagel)

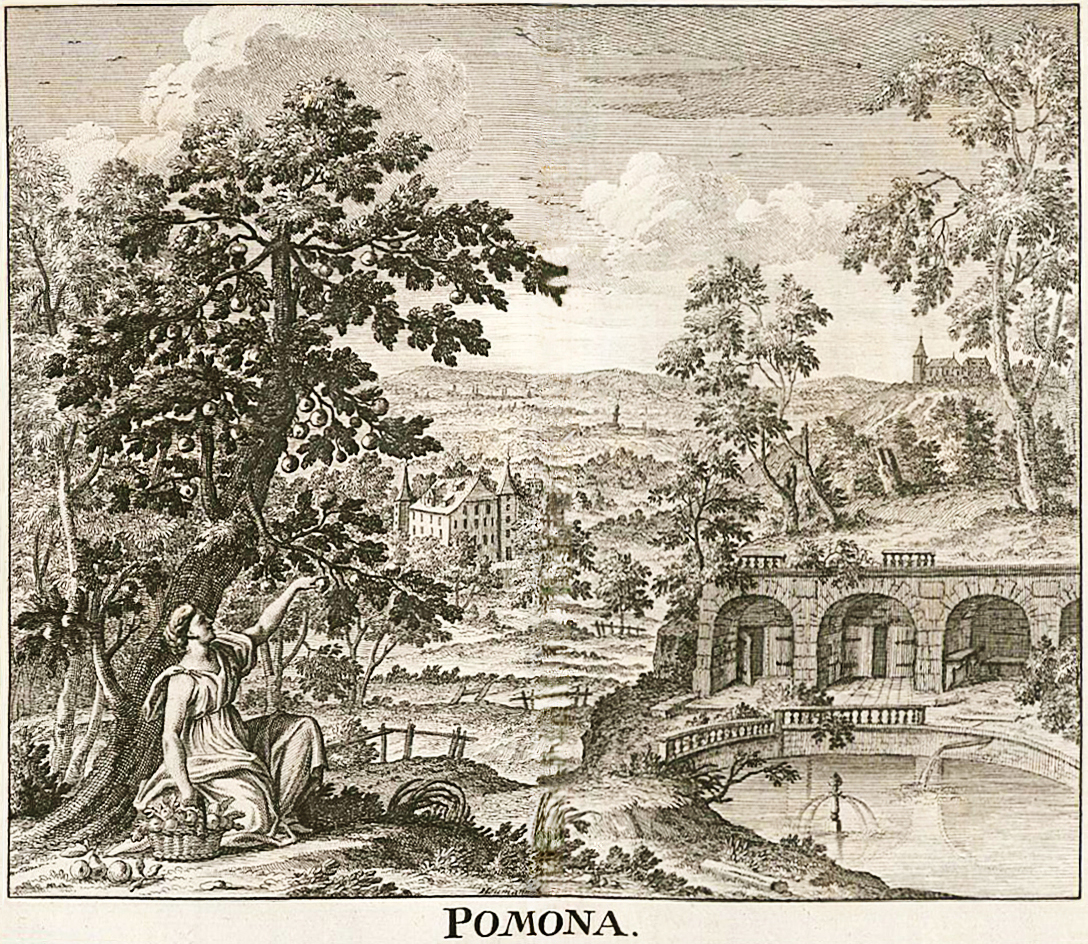
Rockenbrunn Quelle und Arkaden, Schloss Haimendorf, Moritzberg

Die in dem Werk De Mons Mauritius Descriptio des Professors Mauritius Hoffmann im 18. Jahrhundert verbürgten weiteren Inschriftentafeln lassen den Schluss zu, dass Rockenbrunn im 17./18. Jahrhundert ein beliebter Treffpunkt der Prominenz der Nürnberger Mächtigen, Dichter und Denker war. Möglicherweise ist auch mancher Student der Universität Altdorf auf seinem Weg von Nürnberg (ca. sechs Stunden zu Fuß) und zur Altdorfina (noch einmal zwei bis drei Stunden zu Fuß) dem Charme der Quelle erlegen. Die studentische Tradition der Maibowle, die zumindest seit dem 19. Jahrhundert besteht, wie einige handgemalte alte Maibowlenschilder im Tordurchgang zeigen, wird traditionell noch jährlich an einem Maisonntag im Brunnenhof gefeiert.
Unter der rechten Arkade über der Quelle soll laut Mauritius Hoffmann im Jahr 1694 noch folgende Inschrift zu sehen gewesen sein:

„Dem Herrn weiht die Quellen,
Dem Herrn weiht Berge und Hügel,
Dem Herrn weiht, was sich regt im Wasser.“

und an der Stirnseite:

„Alles habe ich gesehen,
Was sich unter der Sonne zuträgt,
Und siehe:
Alles ist nur Schein und Wahn.“

Weitere Inschriften zeugten von einer sehr konträren philosophischen Debatte über das Wesen der Menschheit als solcher.

## Gegenwart
Mit dem Niedergang der Freien Reichsstadt Nürnberg und der nahe gelegenen Universität Altdorf (Altdorfina) zum Ende des 18. Jahrhunderts dürfte Rockenbrunn in eine Art Dornröschenschlaf verfallen und als Jagdschlösschen benutzt worden sein. Der alte Brauerstern außen am Haus (ein Hexagramm mit einem Bier- oder Weinkrug darin) zeigt, dass man bereits vor langer Zeit das Brau- und Schankrecht hatte. Der alchemistische Charakter des Hexagramms unterstreicht die besondere Atmosphäre Rockenbrunns. Von 1857 bis 2014 hatte die Familie Schramm das Anwesen gepachtet und führte Rockenbrunn als eine original fränkische Gastwirtschaft mit Biergarten im Brunnenhof über fünf Generationen. Im Juni 2014 wurde die Gaststätte neu verpachtet.
Einmal jährlich, am vorletzten Sonntag im August, werden seit langer Zeit die traditionsreichen Kirchweihen von Rockenbrunn und Moritzberg gefeiert. Der Wirt von Rockenbrunn stellt traditionsgemäß auf dem Quellstein in der Mitte des Brunnenbeckens das Rockenmännle auf, die Figur eines Bauern mit einem Spinnrocken in der Hand. Wahrscheinlich hat die Rockenquelle ihren Namen von den Spinnrocken, für die man der Überlieferung nach in diesem Bassin das Lein aus dem benachbarten Leinburg gewässert und gewaschen hat. Höhepunkt der Kirchweih ist der Gottesdienst in St. Mauritius auf dem Moritzberg am Sonntagmorgen, zu dem traditionsgemäß seit Jahrhunderten die Patronatsfamilie Fürer von Haimendorf erscheint.

## Frühgeschichte

Moritzberg und Schloß Haimendorf

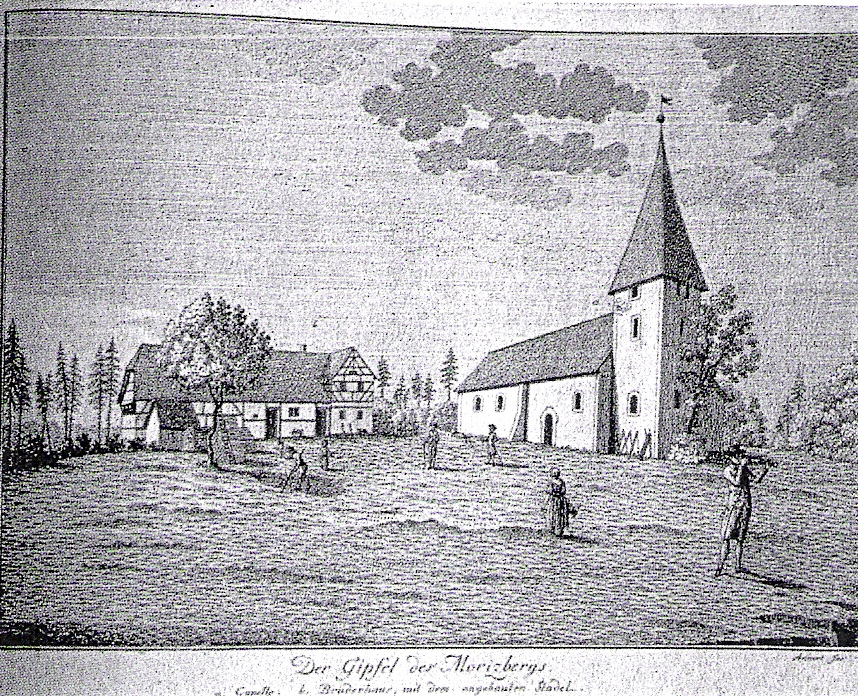
St. Mauritius Moritzberg

Der Name Moritzberg ist von dem mit Rockenbrunn eng verbundenen St.-Mauritius-Kirchlein abgeleitet. St. Mauritius war ein frühchristlicher Märtyrer, der General der sogenannten Thebäischen Legion. Der Legende nach war er ein Schwarzer (im Deutschen „Mohr“), möglicherweise gibt es einen Bezug zum Mohrenkopf im Wappen der Tucher. Eng mit ihm verbunden ist die Legende der Heiligen Lanze, auch „Speer des Schicksals“ oder „Speer des Longinus“ genannt, die seit langem zu den heute in Wien aufbewahrten Reichskleinodien gehört. Die Heilige Lanze wurde viele Jahrhunderte lang in Nürnberg aufbewahrt und war während des Dritten Reichs noch einmal für kurze Zeit dort. Es ist eigenartig, dass ein Kirchlein in einer traditionell protestantischen Gegend einen solchen Namen trägt und ihn nach der Reformation behielt. Möglicherweise gilt deswegen der Moritzberg als der „Parnaß“ oder der „heilige Berg“ der Nürnberger.
Das bayerische Landesamt für Denkmalspflege weist für Rockenbrunn „vorgeschichtliche Siedlungsfunde“ aus. Denkbar ist, dass bereits keltische Stämme, von denen Bezüge zu landschaftlich einschlägigen Orten, wie Eichenhainen oder Quellen, bekannt sind, die besonderen Eigenschaften dieser Quelle zu schätzen wussten und sich dort niederließen; vielleicht hatten sie an diesem Ort auch ein kleines Quell-Heiligtum in der Nähe des Oppidums Houbirg bei Happurg. Im Deutschen Hirtenmuseum können die Relikte der Schäferei, die einst zentraler Inhalt des Blumenordens wurden, besichtigt werden.
F. Kohl hat in Wie’s damals war ein volkstümliches Porträt der Dörfer und Landschaften rund um den Moritzberg hinterlassen. Danach war es noch zu Beginn des 20. Jahrhunderts üblich, dass am Ostersonntagmorgen die jungen Frauen in der Rockenquelle badeten.